# 大先知書
大先知書是基督教对《圣经·旧约》中篇幅较长的先知书（天主教6卷，新教5卷）之称呼。其他的称为小先知書。“大”和内容重要性无关。大先知書包括下列：
| 新教和合本汉译 | 天主教思高本汉译 | 英文名       |
| -------------- | ---------------- | ------------ |
| 以賽亞書       | 依撒意亞         | Isaiah       |
| 耶利米書       | 耶肋米亞         | Jeremiah     |
| 耶利米哀歌     | 耶肋米亞哀歌     | Lamentations |
|                | 巴路克           | Baruch       |
| 以西結書       | 厄則克耳         | Ezekiel      |
| 但以理書       | 達尼爾           | Daniel       |

其中巴路克属于次经，不见于希伯来圣经和新教圣经。巴路克最后一部分《耶肋米亞的書信》，在东正教圣经中单列为一卷。

## 在犹太教的差異
這種整理法是新教專有，犹太教《希伯来圣经》雖有先知书八卷，小先知书是其中的一卷，但是没有大先知書的说法。